# McDonnell Douglas DC-10 Air Tanker
Il McDonnell Douglas DC-10 Air Tanker è uno speciale aereo antincendio, derivato dal DC-10. È stato prodotto dalla McDonnell Douglas in 4 esemplari denominati Tanker 910, 911, 912, 914.

## Storia del progetto

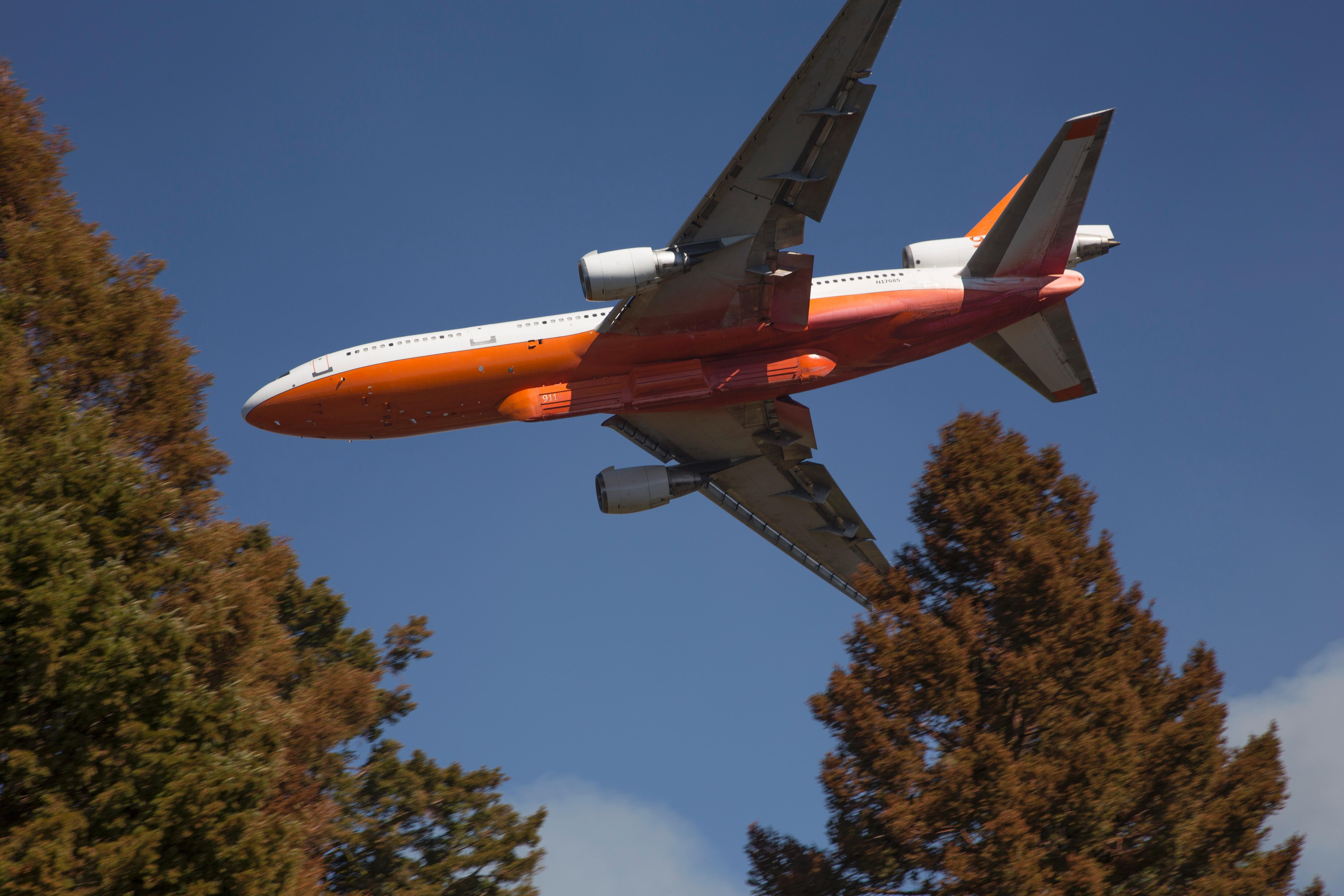
L'aereo visto dal basso

Nel 2002 la Compagnia 10 Tanker Air Carrier, joint venture tra Cargo Conversions di San Carlos (California) e Omni Air International, iniziò la ricerca per lo sviluppo di un aereo destinato al contrasto degli incendi, il cui progetto fu denominato "Next Generation airtankers". Analogamente, il personale della Compagnia fu selezionato sulla base di precedenti esperienze nel ramo dei jet pesanti.
Dopo 2 anni di ricerca basata sui requisiti di lotta antincendio aerea e di possibile futuro sviluppo, la Compagnia scelse il Douglas DC-10 quale piattaforma per la realizzazione del velivolo definitivo.
Nel marzo 2006 la FAA rilasciò un certificato di omologazione supplementare (STC) per le modifiche degli aeromobili DC-10 da utilizzare per la dispersione aerea di liquidi. Il primo aereo convertito, immatricolato come N450AX, era stato originariamente consegnato come aereo passeggeri civile alla National Airlines nel 1975, e successivamente, volò per Pan Am, American Airlines, Hawaiian Airlines e Omni Air International.
La conversione della cellula originale in aereo antincendio fu curata dalla Victorville Aerospace presso il Southern California Logistics Airport a Victorville.

## Tecnica

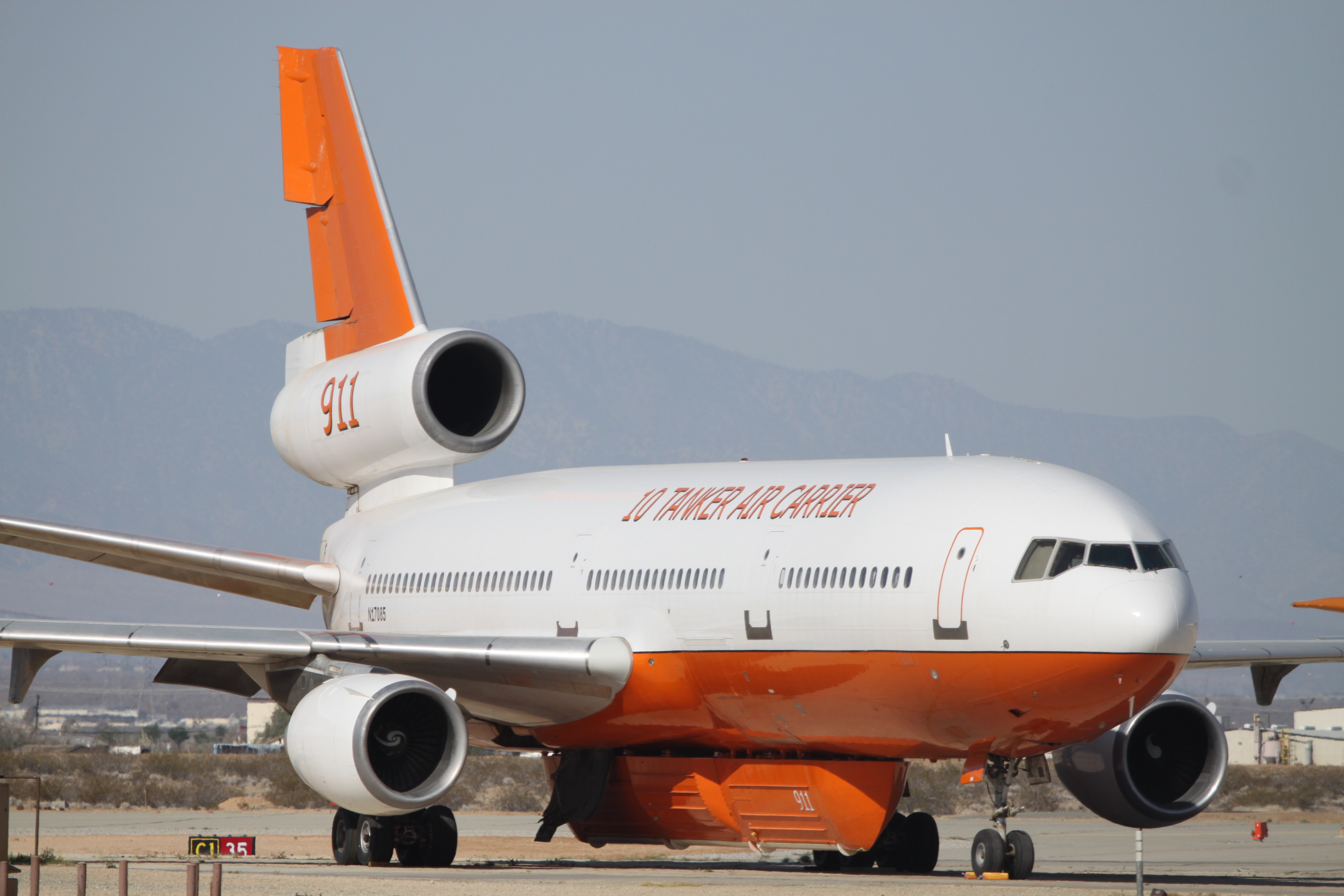
Tanker 911 presso l'aeroporto

Il progetto prevedeva la modifica di aerei McDonnell Douglas DC-10 (in versioni sia 10 che 30) tramite l'aggiunta di un serbatoio esterno. Il serbatoio è posto nel ventre dell'aereo, con un sistema di sfiato nella parte superiore, ed è diviso in tre vasche che in 8 min si possono riempire simultaneamente, a terra. Ci sono comunque dei sistemi di controllo sulla caduta del fluido, che può avvenire in 8 s coprendo un'area lunga 1,6 km.
Nonostante le considerevoli dimensioni del velivolo, le esperienze sul campo ne hanno dimostrato l'agilità in diversi ambienti e condizioni atmosferiche.

## Impiego operativo

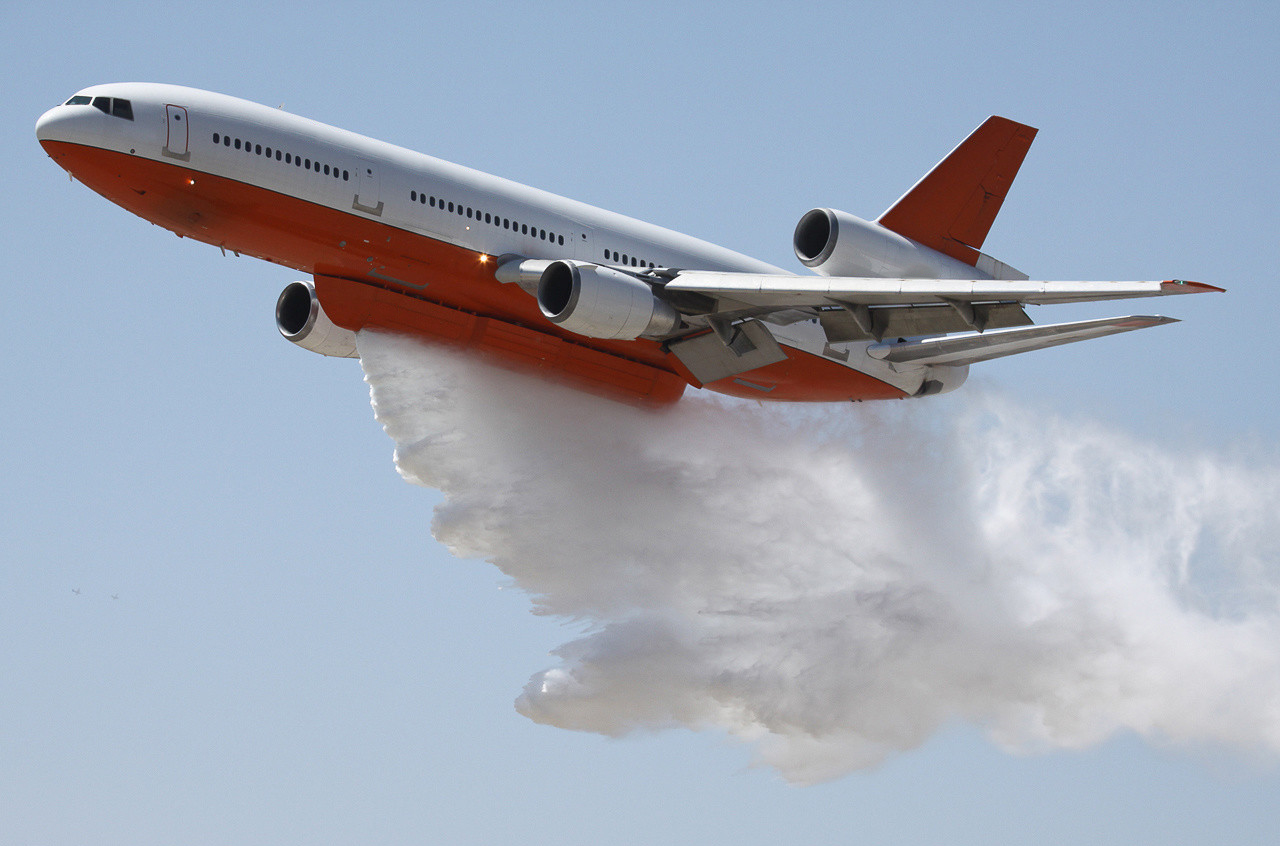
DC-10 Air Tanker mentre sgancia l'acqua

I DC-10 operano con un equipaggio di 3 persone: un pilota, un copilota e un ingegnere di volo. L'aereo lavora sulla base di un piano di volo predisposto e può essere uno strumento efficace per combattere gli incendi in coordinamento con le risorse di terra. La 10 Tanker Air Carrier ha aggiunto un secondo DC-10 (N17085), precedentemente utilizzato da Continental Airlines, alla sua flotta nel luglio 2008. Il 19 dicembre 2009, l'aereo, designato Tanker 911, è arrivato a Melbourne, in Australia, per la stagione degli incendi australiani. Affittato dal National Aerial Firefighting Center per conto del Governo dello stato di Victoria, DC-10 è diventato operativo all'inizio di gennaio 2010, con sede ad Avalon. Il Premier di Victoria, all'epoca John Brumby, descriveva il leasing del Tanker come parte di un programma finanziario volto ad assicurare che lo Stato fosse il più pronto possibile a far fronte alle emergenze derivanti dagli incendi.
Alla fine del 2014, la Società aggiunse altri due DC-10 che in precedenza avevano servito con Omni e Northwest Airlines, N612AX e N522AX, che furono rispettivamente numerati come Tanker 910 e 912. L'aeromobile originale, N450AX, fu successivamente ritirato dall'uso nel novembre 2014.

## Utilizzatori
- 10 Tanker Air Carrier (4 esemplari)